# Булдаков, Игорь Васильевич
Игорь Васильевич Булдаков (26 августа 1930 — 30 апреля 1979) — советский гребец, заслуженный мастер спорта СССР (1955).

## Биография
Серебряный призёр Олимпийских игр 1956 года в Мельбурне. Трёхкратный чемпион Европы (1953, 1955, 1956), серебряный призёр чемпионата Европы (1954). Победитель чемпионата СССР в гребле на распашной двойке без рулевого с 1954 по 1958 год.
На чемпионатах Европы и Олимпийских игр побеждал в классе распашных двоек без рулевого в паре с Виктором Ивановым.
В 1959 году женился на волейболистке Людмиле Мещеряковой.

## Награды
- Орден «Знак Почёта» (27.04.1957) — «за успехи, достигнутые в деле развития массового физкультурного движения в стране, повышения мастерства советских спортсменов, и успешное выступление на международных соревнованиях»